# Чиерны, Ладислав
Ладислав Чиерны (словац. Ladislav Čierny; род. 3 ноября 1974 года, Зволен, Чехословакия) — словацкий хоккеист, защитник.

## Карьера
Воспитанник хоккейной школы ХКм «Зволен». Выступал за ХКм «Зволен», «Слован» (Братислава), ХК «Ческе Будеевице», «Лада» (Тольятти), «Северсталь» (Череповец).
В составе =национальной сборной Словакии провел 123 матча (11 голов); участник чемпионатов мира 2002, 2003 и 2004, участник Кубка мира 2004. В составе молодёжной сборной Словакии участник чемпионата мира 1994 (группа C).

## Достижения
- Медаль Президента Словацкой Республики (14 мая 2003 года)[1]
- Крест Президента Словацкой Республики I степени (15 мая 2002 года)[2]
- Бронзовый призёр чемпионата мира (2003)
- Бронзовый призёр чемпионата России (2003, 2004).